# Kopparhavets kapare
Kopparhavets kapare är ett tillbehör till rollspelet Drakar och Demoner, utgivet 1991. Kopparhavets kapare handlar om sjöfart, pirater och sjöslag och innehåller sjöfartsrelaterade regler, material för kampanjer till sjöss, ett mindre brädspel för att spela sjöslag samt beskrivningar av flera städer, flottor och sjörövarband i regionen runt Kopparhavet i spelvärlden Ereb Altor.